# Nombre d'Erdős-Woods
En teoria de nombres, es diu que un nombre enter positiu k és un nombre d'Erdős-Woods si té la següent propietat: existeix un nombre positiu a tal que en la seqüència (a, a+1,...,a+k) d'enters consecutius, cada element de la sèrie té un factor comú amb un dels extrems de la sèrie (a i a+k). Dit en altres paraules, k és un nombre d'Erdős-Woods si existeix un nombre enter positiu a que per a cada enter i entre 0 i k, almenys un dels màxims comuns divisors mcd(a,a+i) o mcd(a+i,a+k) sigui estrictament superior a 1.
Els primers nombres d'Erdős-Woods són:
16, 22, 34, 36, 46, 56, 64, 66, 70...
(es podrien afegir els casos del 0 i l'1 com a casos trivials)
La investigació d'aquests nombres prové de la conjectura atribuïda a Paul Erdős:
Alan R. Woods ho va investigar en la seva tesi de 1981. Woods va conjecturar que sempre que k>1, l'interval[a,a+k] sempre inclou un nombre coprimer als dos extrems de l'interval. Posteriorment va trobar el contraexemple [2184, 2185, …, 2200], amb k = 16.
L'any 1989, Dowe va demostrar que existeixen infinits nombres d'Erdős-Woods. Posteriorment, l'any 2003, Cégielsi, Heroult i Richard van demostrar que el conjunt dels nombres d'Erdős-Woods és un conjunt recursiu.